# Atractotomus persquamosus
Atractotomus persquamosus är en insektsart som beskrevs av Seidenstücker 1961. Atractotomus persquamosus ingår i släktet Atractotomus och familjen ängsskinnbaggar. Inga underarter finns listade i Catalogue of Life.